# Battle vs. Chess
Battle vs. Chess (renommé ensuite Check vs. Mate) est un jeu vidéo d'échecs développé par Targem Games et édité par TopWare Interactive, sorti en 2011 sur Windows, Mac, Wii, PlayStation 3, Xbox 360, Nintendo DS et PlayStation Portable.

## Accueil
- Canard PC : 4/10[1]

## Procès
Le jeu n'a tout d'abord pas été distribué aux États-Unis à cause d'une procédure judiciaire lancée par Interplay Entertainment pour violation de propriété intellectuelle, la société estimant le jeu proche de son titre Battle Chess. Un procès a eu lieu à l'été 2012,. Après deux ans de litige, TopWare Interactive a retiré l'affaire à son avocat et Interplay a gagné le procès par défaut. Un accord à 200 000 dollars plus intérêt a été trouvé le 15 novembre 2012. Le jeu a ensuite été renommé Check vs. Mate et a pu être distribué en Amérique du Nord, notamment sur Steam.